# Marc Massion

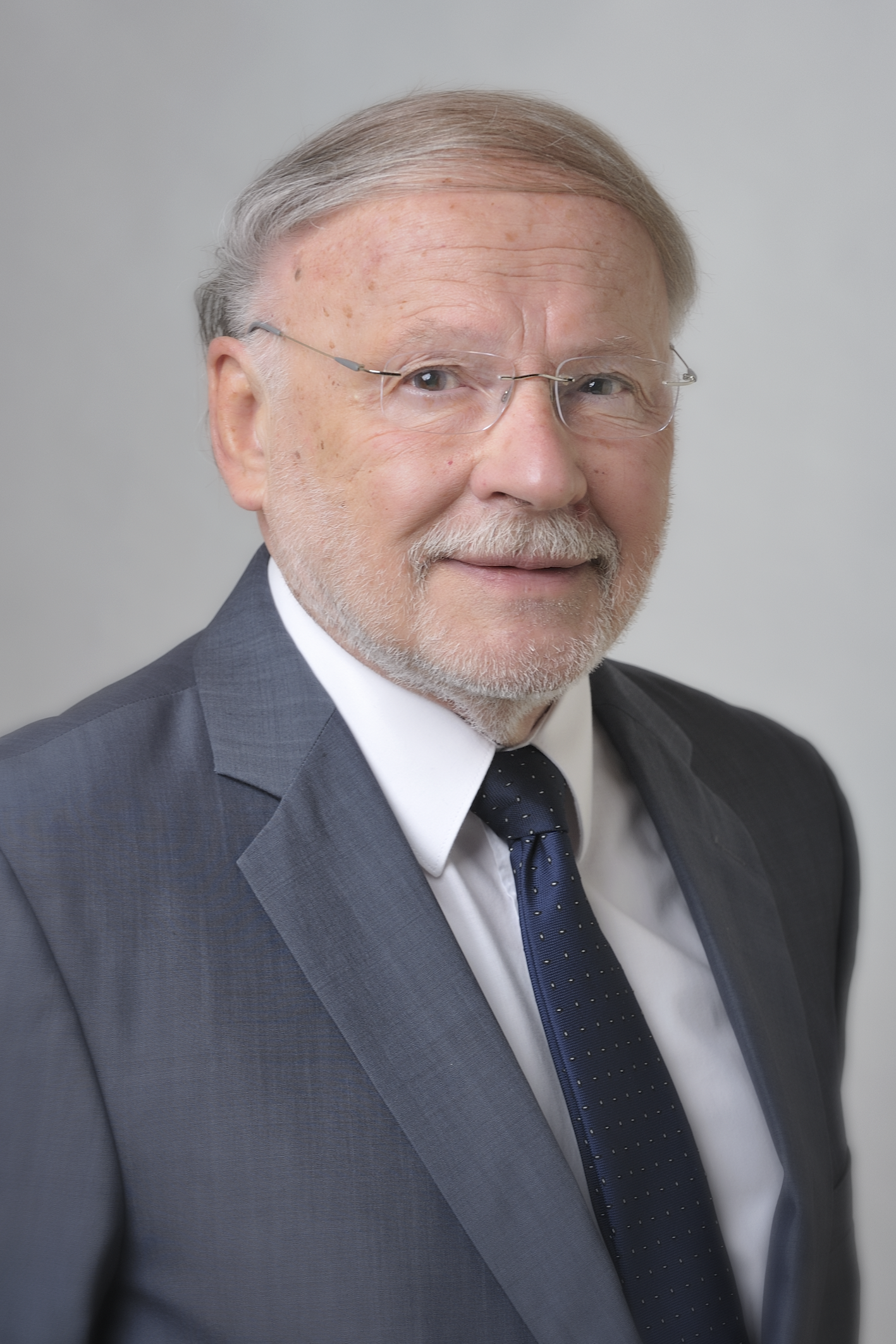
Marc Massion, 2014

Marc Massion (geboren 12. November 1935 in Paris) ist ein französischer Kommunalpolitiker.

## Leben
Massion arbeitete zeitweilig als Generalinspekteur des französischen Staatsunternehmens Postes, Télégraphes et Téléphones (PTT).
Mitglied der Parti Socialiste (PS), wurde er 1977 in den Rat der Gemeinde von Grand-Quevilly gewählt. Dort wurde er 1995 erster stellvertretender Bürgermeister und übernahm im Jahr 2000 – nachdem Laurent Fabius im März 2000 in die französische Regierung eingetreten war – dessen Amt als Bürgermeister der Stadt.
Parallel zu seinen Bürgermeisteraufgaben wirkte Massion von 1981 bis 1986 als Abgeordneter im Département Seine-Maritime, von 1995 bis 2013 als Senator des Départements. 2006 verlieh ihm die Stadt Laatzen, die mit Grand-Quevilly eine Städtepartnerschaft aufgebaut hat, Massion die Ehrenbürgerwürde der niedersächsischen Kommune.
Seine Wiederwahl zum Bürgermeister von Grand-Quevilly bei den französischen Kommunalwahlen 2014 gewann Massion – auf dem ersten Listenplatz der Union de la Gauche, dem „Grand-Quevilly ensemble“ – im ersten Wahlgang mit 75,97 % der abgegebenen Stimmen.